# Flughafen Felipe Ángeles

i8
i11
i13
Der Flughafen Felipe Ángeles (spanisch Aeropuerto Internacional Felipe Ángeles (AIFA), IATA-Code: NLU, ICAO-Code: MMSM) ist ein mexikanischer internationaler Flughafen im Municipio Zumpango, etwa 40 km nordöstlich des Stadtzentrums von Mexiko-Stadt gelegen. Ursprünglich ein reiner Militärflugplatz (Flughafen Santa Lucia), wurde er 2022 für die zivile Nutzung geöffnet und zum zweiten Großflughafen von Mexico-Stadt nach dem Flughafen Mexiko-Stadt. Der Flughafen wird weiterhin von der Base aérea n.º 1 Santa Lucía der Fuerza Aérea Mexicana genutzt. Er ist nach Felipe Ángeles, einem General der Mexikanischen Revolution, benannt.

## Geschichte

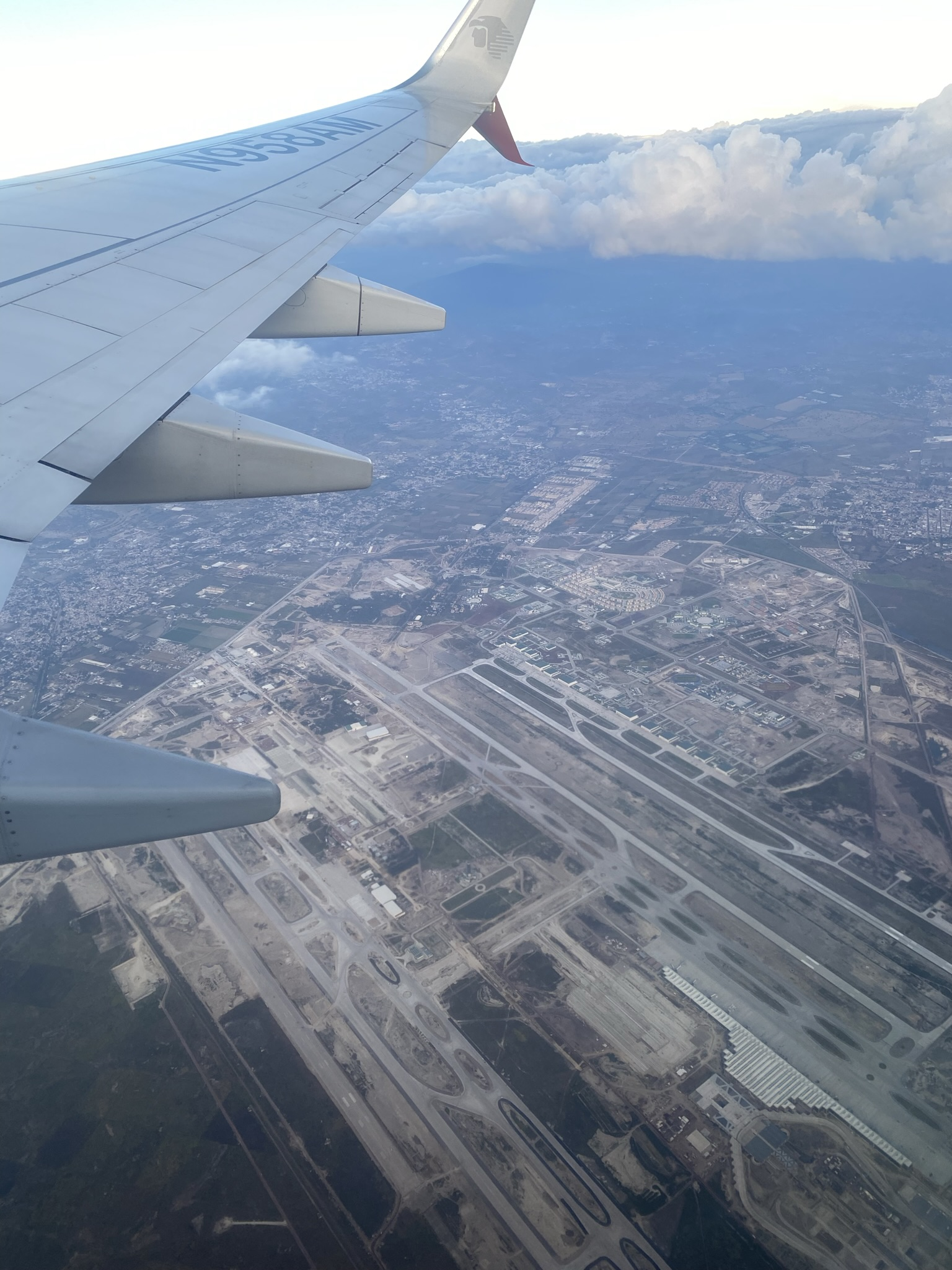
Der Flughafen während des Ausbaus

Die Basis wurde im Jahr 1952 als Ersatz des Campo Aéreo Militar de Balbuena (heute das Stadtviertel Jardín Balbuena von Mexiko-Stadt) fertiggestellt. Die in Balbuena stationierten Flugzeuge wurden jedoch erst 1959 nach Santa Lucía verlegt.
Ende 2018 kündigte der damals neue Präsident Mexikos Andrés Manuel López Obrador an, den laufenden Bau eines neuen Flughafens in Texcoco abzubrechen und stattdessen die Militärbasis Santa Lucia zu verlegen und den Militärflugplatz in einen zivilen Flughafen mit zwei Landebahnen auszubauen.
2019 wurden im Zuge der Bauarbeiten mehr als 200 Skelette von Mammuts gefunden; die Fundstelle wird als Mammutzentrum bezeichnet.
Die erste Landung auf der neuen Start- und Landebahn für das Militär erfolgte Anfang 2021 durch eine Boeing 737 der FAM.
Die Eröffnung des Terminals erfolgte am 21. März 2022.

## Fluggesellschaften und Ziele
Die neue staatliche Fluggesellschaft Aerolínea del Estado Mexicano betreibt ihre größte Basis am Flughafen Felipe Ángeles.

## Militärische Nutzung
Die Luftwaffenbasis Nr. 1 Santa Lucía beherbergt mit (Stand 2018) 7500 Dienstposten eine Reihe fliegender und nichtfliegender Einheiten. Die fliegenden Einheiten sind in zwei Gruppen gegliedert.
- 1/o.Grupo Aéreo, ihr unterstehen fliegende Staffeln mit Hubschraubern
- 3/o.Grupo Aéreo, ihr unterstehen die Transportstaffeln inkl. einer mit Hubschraubern; hinzu kommt eine Aufklärungsstaffel

## Zwischenfälle
- Am 31. März 1998 kam es an einer Convair CV-240-53/C-131A der mexikanischen Linea Aérea Mexicana de Carga (Luftfahrzeugkennzeichen XA-TAP) etwa eine Viertelstunde nach dem Start vom Flughafen Mexiko-Stadt zu einem Leistungsverlust des Triebwerks Nr. 2 (rechts), das schließlich in Brand geriet. Da die Höhe nicht gehalten werden konnte, sollte auf der Luftwaffenbasis Santa Lucia eine Notlandung durchgeführt werden. Im Anflug auf die Basis bei schlechter Sicht schlug die Maschine in Bäumen auf und wurde zerstört. Von den vier Insassen kamen zwei ums Leben, je ein Besatzungsmitglied und Passagier.[9]